# Muzeum Izraela
Muzeum Izraela (hebr. ‏מוזיאון יִשְׂרָאֵל‎) – muzeum położone w pobliżu Knesetu w Jerozolimie. Muzeum w stosunkowo krótkim czasie osiągnęło status światowej klasy instytucji muzealnej, prezentującej zbiory archeologii od najstarszych do współczesnych czasów. Oferuje szeroką ofertę wystaw, prezentacji, publikacji i programów edukacyjnych. Kompleks muzealny odwiedza ponad 950 tys. gości rocznie, wliczając w to 100 tys. dzieci w ramach programów edukacyjnych. Znajduje się w pobliżu Narodowego Campusu Archeologii Izraela i Biblia Lands Museum.

## Działy Muzeum
Muzeum posiada cztery tematyczne działy.

### Skrzydło Sztuki
W Skrzydle Sztuki prezentowane jest sztuka europejska, izraelska, azjatycka, afrykańska, amerykańska i sztuka Oceanii, wliczając w to grafiki, rysunki, sztukę nowoczesną, fotografikę, architekturę.
W Ogrodzie Sztuki na powierzchni 80 tys. m² prezentowane są eksponaty rzeźbiarstwa i instalacje artystyczne. Ogród nieustannie się rozrasta i wzbogaca w nowe eksponaty, prezentując sztukę na zewnątrz, poza muzeum.

### Skrzydło Judaików i Etnografii Żydowskiej
Prezentuje bogatą kolekcję judaików i etnografii żydowskiej, wliczając w to makiety świątyń i synagog, żydowskie rękopisy i inne eksponaty pochodzące z gmin żydowskich na całym świecie.

### Skrzydło Archeologii
Dział zajmuje się w sposób szczególny archeologią ziemi Izraela. Dwoma głównymi tematami przewodnimi jest historia Ziemi Świętej na skrzyżowaniu wielkich kultur światowych Egiptu i Mezopotamii. Historia i archeologia ziemi Izraela jest bardzo bogata i chwilami skomplikowana, gdyż jest to święta ziemia judaizmu, chrześcijaństwa i islamu. Z tego powodu archeolodzy i kustosze tego działu muzeum muszą borykać się z rzeczywistością historyczną i wiarą.
Szczególne miejsce zajmuje Sanktuarium Zwojów, w którym prezentuje się rzadkie rękopisy Biblii, wliczając w to zwoje z Qumran.

### Skrzydło Młodzieży
Znajdują się tutaj warsztaty, pracownie i galerie, w których realizowane są programy edukacyjne dla dzieci i młodzieży.

## Model Drugiej Świątyni
Jednym z najnowszych eksponatów w muzeum jest model Drugiej Świątyni Jerozolimskiej. Model odtwarza topografię i charakter architektury miasta sprzed roku 66, w którym wybuchło powstanie przeciwko Rzymianom, co doprowadziło do zniszczenia miasta i świątyni. Pierwotnie zbudowany na terenie Holyland Hotel, jest obecnie trwałym elementem muzeum. Znajduje się w sąsiedztwie Sanktuarium Księgi.

## Galeria

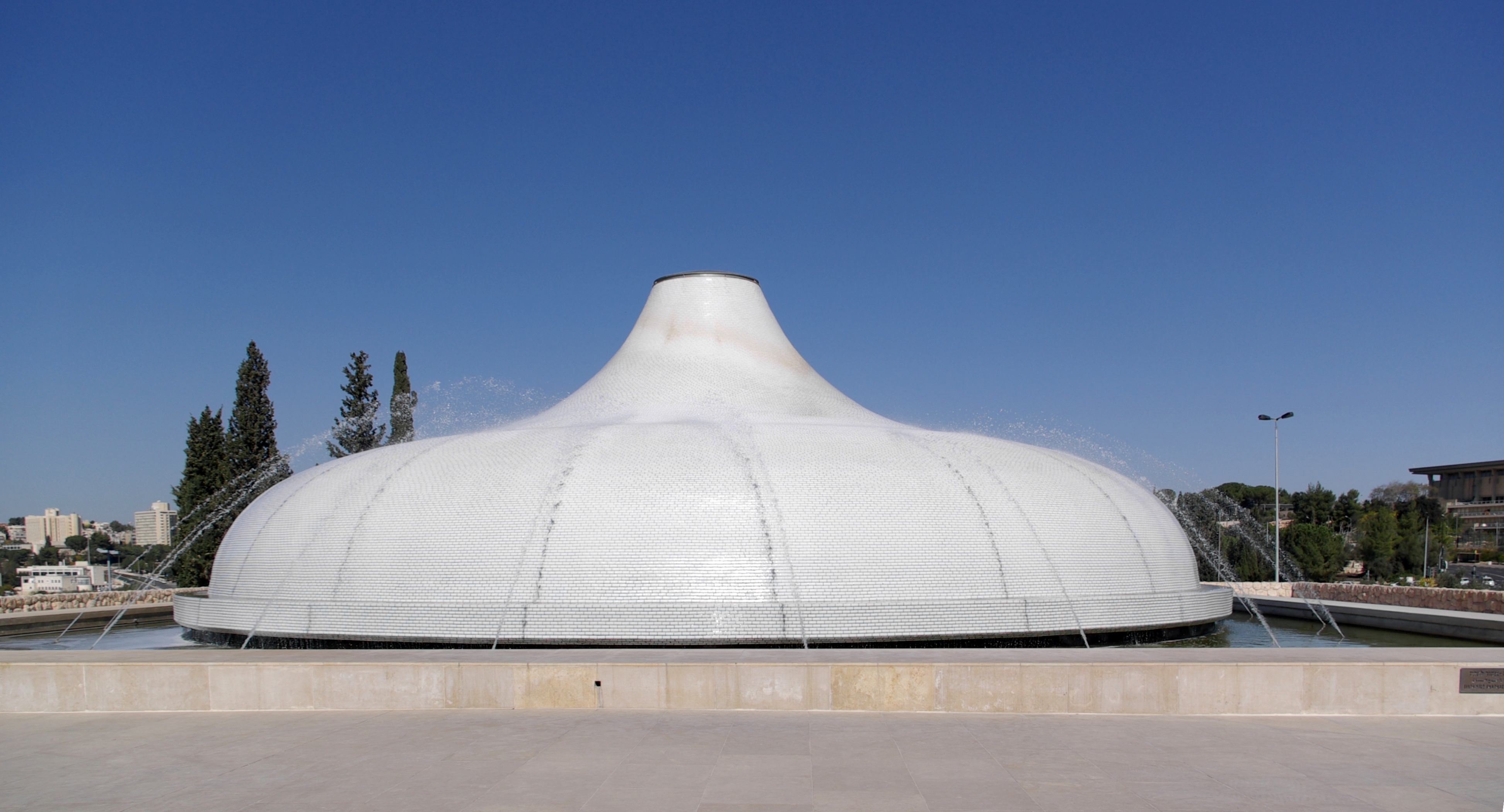
Sanktuarium Zwojów
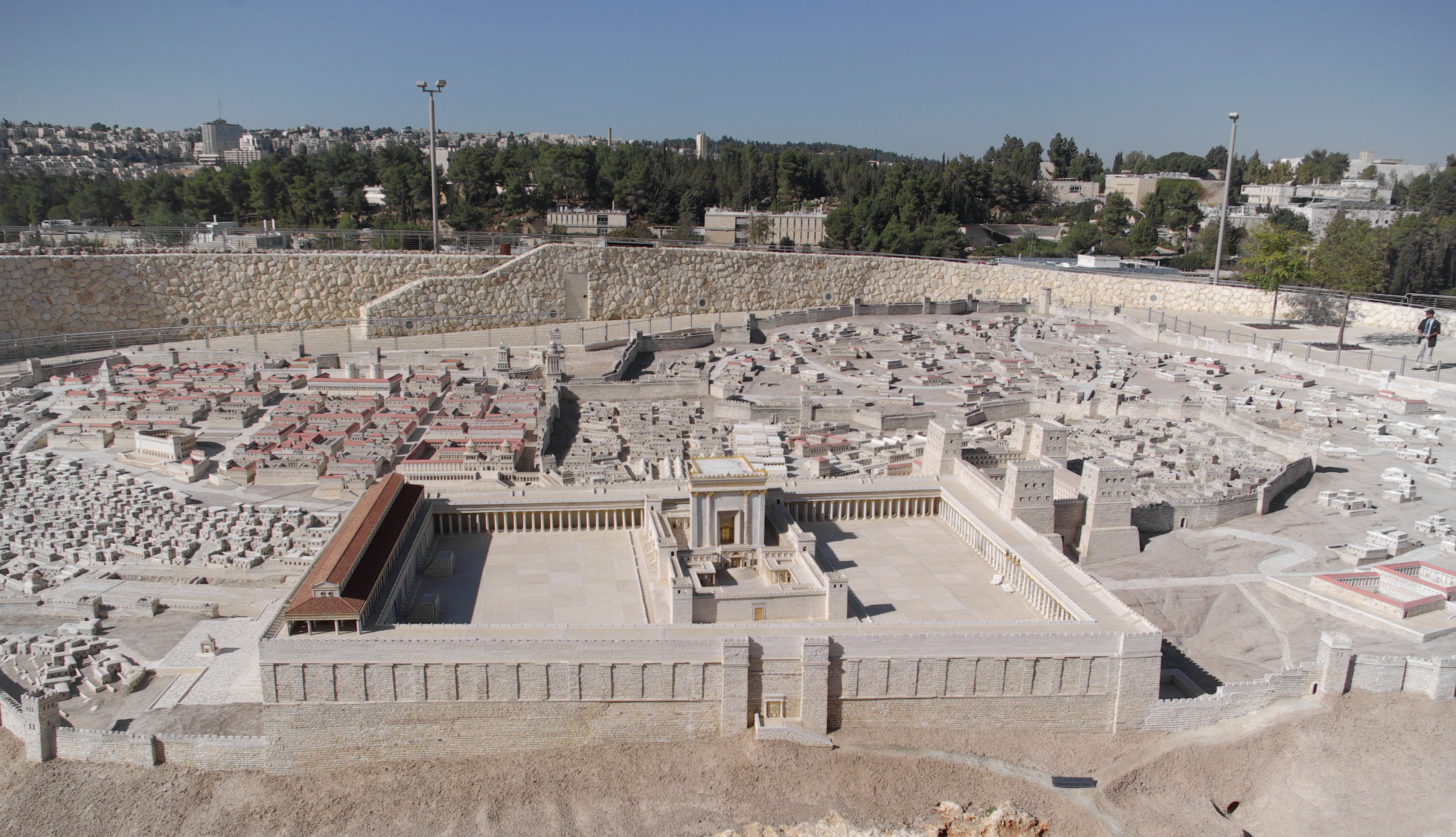
Model Drugiej Świątyni Jerozolimskiej
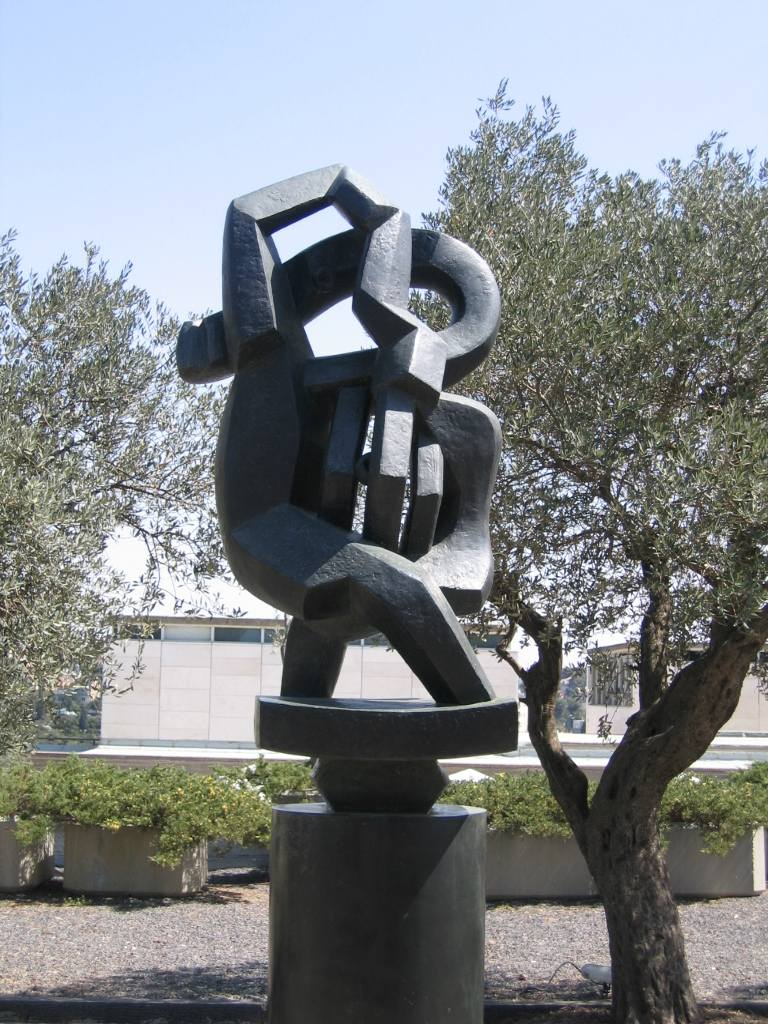
Jacques Lipchitz la joie de vivre (1927)